# Thamnomanes
A Thamnomanes a madarak osztályának verébalakúak (Passeriformes) rendjébe és a hangyászmadárfélék (Thamnophilidae) családjába tartozó nem.

## Rendszerezésük
A nemet Jean Cabanis német ornitológus írta le 1847-ben, az alábbi 4 faj tartozik ide:
- Thamnomanes ardesiacus
- Thamnomanes saturninus
- Thamnomanes caesius
- kékesszürke hangyászgébics (Thamnomanes schistogynus)

## Előfordulásuk
Dél-Amerika területén honosak. A természetes élőhelyük a szubtrópusi vagy trópusi síkvidéki esőerdők és mocsári erdők. Állandó, nem vonuló fajok.

## Megjelenésük
Testhossza 14-15 centiméter közötti.

## Életmódjuk
Rovarokkal táplálkoznak.